# خانه دکتر حجت
خانه دکتر حجت مربوط به دوره صفوی - دوره قاجار است و در یزد، خیابان امام خمینی، کوچه ۱۹، مسجد گازرگاه، پ ۳۰ واقع شده و این اثر در تاریخ ۲۸ اسفند ۱۳۸۶ با شمارهٔ ثبت ۲۲۷۷۰ به‌عنوان یکی از آثار ملی ایران به ثبت رسیده است.